# Space Chronicles
Space Chronicles: Facing the Ultimate Frontier är en bok av fysikern Neil deGrasse Tyson från 2012. Boken handlar om NASA:s historia och framtid samt rymdfärder i allmänhet. Tyson avsåg att bokens originaltitel skulle vara Failure to Launch: The Dreams and Delusions of Space Enthusiasts.